# Фајнерови критеријуми
Фајнерови критеријуми су скуп утицајних психијатријских дијагностичких критеријума развијених на Универзитету Вашингтон у Сент Луису крајем 1950-их и почетком 1970-их година.

## Преглед
Критеријуми су названи по психијатријском раду објављеном 1972. године, где је Џон Фајнер био први наведен као аутор. Једно време је био најцитиранији чланак у психијатрији. Развој критеријума водила су три психијатра који су заједно радили на пројекту медицинског модела психијатријске дијагнозе од краја 1950-их: Ели Робинс, Самјуел Гузе и Џорџ Винокур. 
Дефинисано је четрнаест стања, укључујући примарне афективне поремећаје као што су депресија, шизофренија, анксиозна неуроза и антисоцијални поремећај личности.